# Cilindre (motor)

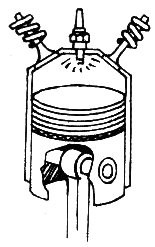
Dibuix d'un cilindre de motor amb el pistó.

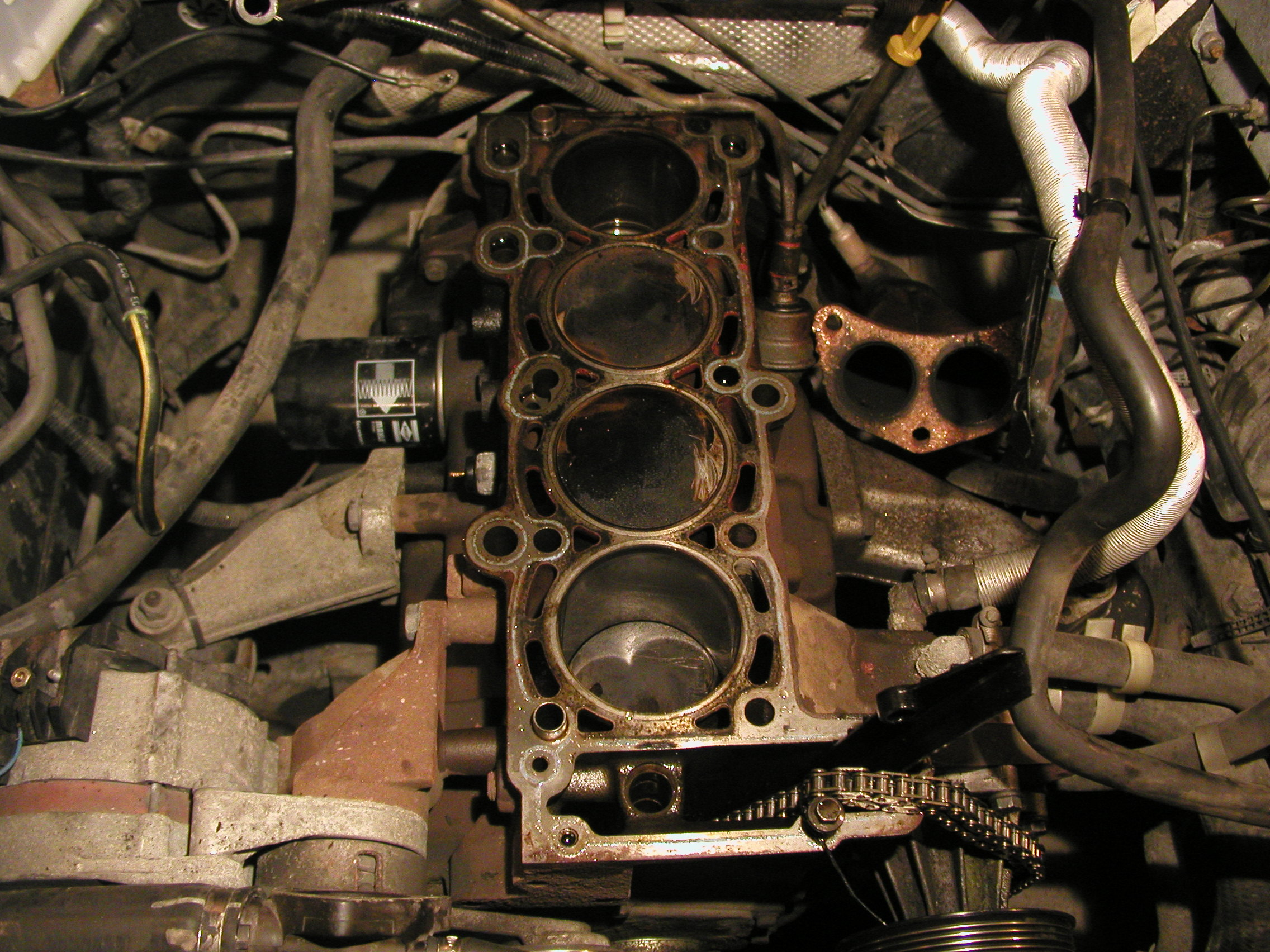
Bloc motor preparat perquè es vegin els quatre cilindres.

Un cilindre de motor és el recinte, aproximadament cilíndric, per on es desplaça un pistó.
Els materials amb què es fabriquen els cilindres són específics de cada tipus de motor, per exemple, una matriu de fosa grisa amb grafit laminar proporciona bones propietats de lliscament i també aliatges d'alta qualitat com amb molibdè, crom, níquel i manganès, milloren la duresa i la resisència al desgast i la corrosió.
Els cilindres dels motors es caracteritzen pel diàmetre intern del cilindre i la cursa del pistó, és a dir la distància entre el seu punt mort alt i el seu punt mort baix.
Aquests paràmetres determinen la cilindrada o volum desplaçat pel moviment dels pistons.
La taxa de compressió és la relació entre el volum intern del cilindre quan el pistó és al punt mort baix i el volum al punt mort alt.

## Constitució i funcionament
En els motors de combustió interna és al cilindre on es desenvolupa la deflagració del combustible que és l'origen de l'energia mecànica que fa que el vehicle es desplaci.
El nombre de cilindres pot ser un de sol, com en algunes motoserres fins a dotze o setze en automòbils camions o avions.
Els motors amb més d'un cilindre tenen l'anomenat bloc motor on els cilindres estan fosos en un sol bloc d'alumini o ferro fos
La potència d'un motor depèn de la quantitat de combustible que explota a l'interior del cilindre, raó per la qual els cilindres de dimensions més grans permeten que els motors arribin a potències més grans. La cilindrada total és el volum desplaçat pel pistó en cada cilindre multiplicat pel nombre de cilindres.

## Refrigeració
Els cilindres arriben a temperatures de l'ordre de 300 °C per això cal un sistema de refredament. Quan el sistema de refredament fa servir aire els cilindres estan separats l'un de l'altre i disposen d'aletes de refrigeració. Quan es refrigeren per l'aigua circulant.

## Desgast
La fricció dels segments del motor desgasta el cilindre malgrat la protecció de l'oli lubrificant i cal fer l'operació de rectificat posant cilindres de més diàmetre i nous pistons.

## Camisa del cilindre

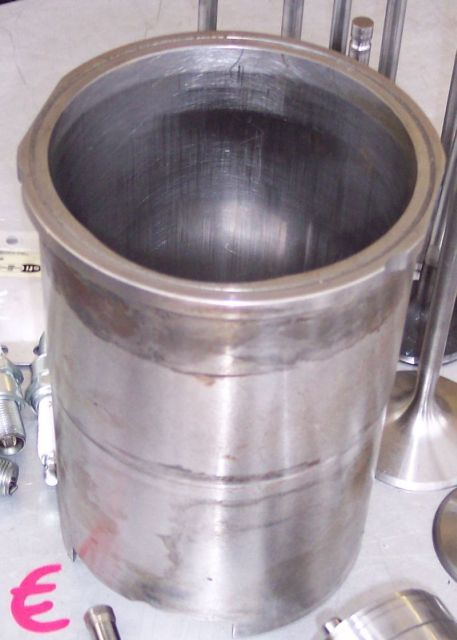
"Camisa" d'un motor.

En alguns motors els cilindres estan constituïts per una camisa que és un tub cilíndric, col·locat al bloc motor, que possibilita la circulació d'aigua al seu voltant.